# Здрал, Вольфганг
Во́льфганг Здрал (нем. Wolfgang Zdral; род. 1958, Нюрнберг, Бавария, ФРГ) — немецкий журналист и писатель.

## Биография
Родился 1958 года в Нюрнберге.
Окончил Немецкую школу журналистики в Мюнхене.
В течение трех лёт работал заместителем главного редактора журнала Wirtschaftswoche, а также редактором и корреспондентом в журнале Capital.
В 2005 году совместно с режиссёром Каем Кристиансеном выступил автором сценария документального фильма «Гитлеры. Семейная история» (нем. Die Hitlers - Eine Familiengeschichte).
Выступал в качестве эксперта в 2011 году в шестисерийном документальном фильме «Тайны Третьего рейха» (нем. Geheimnisse des 'Dritten Reichs'; серия «Гитлер и деньги» — нем. Hitler und das Geld), в 2016 году в еженедельной телевизионной программе ZDF-History (выпуск «Восхождение Гитлера» нем. Die Geheimnisse des Adolf Hitler) и в 2020 году в документальном фильме А. А. Медведева «Великая неизвестная война» об обстоятельствах прихода к власти Адольфа Гитлера и предпосылках начала Второй мировой войны.

## Книги
- Spekulieren wie die Profis. Die besten Anlagestrategien der Welt. Econ Verlag[нем.], München 2000, ISBN 3-430-19935-2.
- Erfolgreich investieren am Neuen Markt. Das Praxisbuch für Einsteiger. Econ Verlag[нем.], München 2000, ISBN 3-430-19933-6.
- Arbeit… Auszeit… Ausstieg. Econ Verlag[нем.], München 2002, ISBN 3-430-19992-1.
- Der finanzierte Aufstieg des Adolf H. Ueberreuter[нем.], Wien 2002, ISBN 978-3-8000-3890-9.
- Die Lederhosen AG. Was Sie schon immer über den FC Bayern wissen wollten. Econ Verlag[нем.], München 2004, ISBN 3-430-19936-0.
- Die Hitlers. Die unbekannte Familie des Führers. Campus-Verlag[нем.], Frankfurt/M. 2005, ISBN 3-593-37457-9.
- Tartufo. Roman. Pendo Verlag[нем.], München 2007, ISBN 978-3-86612-131-7.
- Tartufo Mortale. Roman; Leonardos zweiter Fall. Pendo Verlag[нем.], München 2008, ISBN 978-3-86612-179-9.